# PNIPPA

Formula di una molecola NIPAM

Poli(N-isopropilacrilammide) (noto in letteratura con varie abbreviazioni: PNIPA, PNIPAAm, PNIPAA o PNIPAm) è un termo polimero solubile in acqua, che esibisce un punto d'intorbidamento a circa 32 °C. La sua formula bruta è (C6H11NO)n.
Alle temperature sotto il punto d'intorbidamento il PNIPAA è idrofilo, mentre a temperature più alte la catena polimerica diviene idrofobica (effetto idrofobico) collassando in globuli o aggregati multicatena. Quindi, sopra 32 °C, le soluzioni di PNIPAA sembrano torbide e presentano una maggiore viscosità.

## Utilizzi
A causa del gonfiamento (swelling) e del restringimento (shrinking) in risposta al cambiamento della temperatura, il PNIPAA appartiene ad una categoria di polimeri ampiamente esplorati per molte applicazioni biomediche: rilascio di farmaco, ingegneria del tessuto, organi artificiali, interruttori on-off ed altri.